# Groupe algébrique adélique
 (juin 2024).
La mise en forme du texte ne suit pas les recommandations de Wikipédia : il faut le « wikifier ».
Les points d'amélioration suivants sont les cas les plus fréquents. Le détail des points à revoir est peut-être précisé sur la page de discussion.
- Les titres sont pré-formatés par le logiciel. Ils ne sont ni en capitales, ni en gras.
- Le texte ne doit pas être écrit en capitales (les noms de famille non plus), ni en gras, ni en italique, ni en « petit »…
- Le gras n'est utilisé que pour surligner le titre de l'article dans l'introduction, une seule fois.
- L'italique est rarement utilisé : mots en langue étrangère, titres d'œuvres, noms de bateaux, etc.
- Les citations ne sont pas en italique mais en corps de texte normal. Elles sont entourées par des guillemets français : « et ».
- Les listes à puces sont à éviter, des paragraphes rédigés étant largement préférés. Les tableaux sont à réserver à la présentation de données structurées (résultats, etc.).
- Les appels de note de bas de page (petits chiffres en exposant, introduits par l'outil «  Source ») sont à placer entre la fin de phrase et le point final[comme ça].
- Les liens internes (vers d'autres articles de Wikipédia) sont à choisir avec parcimonie. Créez des liens vers des articles approfondissant le sujet. Les termes génériques sans rapport avec le sujet sont à éviter, ainsi que les répétitions de liens vers un même terme.
- Les liens externes sont à placer uniquement dans une section « Liens externes », à la fin de l'article. Ces liens sont à choisir avec parcimonie suivant les règles définies. Si un lien sert de source à l'article, son insertion dans le texte est à faire par les notes de bas de page.
- La présentation des références doit suivre les conventions bibliographiques. Il est recommandé d'utiliser les modèles {{Ouvrage}}, {{Chapitre}}, {{Article}}, {{Lien web}} et/ou {{Bibliographie}}. Le mode d'édition visuel peut mettre en forme automatiquement les références.
- Insérer une infobox (cadre d'informations à droite) n'est pas obligatoire pour parachever la mise en page.

Pour une aide détaillée, merci de consulter Aide:Wikification.
Si vous pensez que ces points ont été résolus, vous pouvez retirer ce bandeau et améliorer la mise en forme d'un autre article.
En algèbre générale, un groupe algébrique adélique est un groupe semi-topologique (i.e. un groupe topologique pour lequel la multiplication n'est continue que par rapport à chacune des variables) défini par un groupe algébrique {\displaystyle G} sur un corps de nombre {\displaystyle \mathbb {K} } et par un anneau adélique {\displaystyle A=A(\mathbb {K} )} de {\displaystyle \mathbb {K} }. Il correspond aux points de {\displaystyle G} ayant des valeurs dans {\displaystyle A}; la définition de la topologie appropriée est directe dans le cas où {\displaystyle G} est un groupe algébrique linéaire. Dans le cas où G est une variété abélienne, il présente un obstacle technique, même s'il est connu que ce concept peut s'avérer utile pour l'étude des nombres de Tamagawa. Les groupes algébriques adéliques sont principalement utiles en théories des nombres, principalement dans la théorie des représentations automorphes et de l'arithmétique des formes quadratiques. 
Dans le cas où G est un groupe algébrique linéaire, c'est une variété algébrique affine dans le {\displaystyle N}-espace affine. La topologie sur le groupe algébrique adélique {\displaystyle G(A)} correspond à la topologie induite dans {\displaystyle A^{N}}(le produit cartésien de {\displaystyle N} copies de l'anneau {\displaystyle A}) . Dans ce cas, {\displaystyle G(A)} est un groupe topologique.

## Histoire de cette terminologie
Historiquement, les idèles furent introduites par Chevalley (1936) sous le nom d' "élément idéal" que Chevalley a par la suite abrégé sous le terme d' "idèle" suivant les conseils de Hasse. (Dans ce papier il donne aux idèles une topologie non hausdorffienne). Cette démarche souhaitait alors formuler une Théorie des corps de classe pour des extensions infinies en termes de groupe topologique. Weil (1938) définit (mais ne nomma pas), l'anneau des adèles dans le cas de corps de fonctions et montra que le groupe de Chevalley des "éléments idéaux" était alors le groupe des éléments inversibles de cet anneau. Tate (1950) défini quant à lui l'anneau des adèles comme la restriction d'un produit direct, cependant il dénota ses éléments par "vecteurs d'évaluation" plutôt que par adèles. 
Chevalley (1951) définit l'anneau des adèles dans le cas de corps de fonction sous le nom de "répartitions"; le terme contemporain adèle est l'acronyme d' "idèles additifs" . Cependant le terme adèle est rapidement d'usage (Paul Jaffard 1953) et peut avoir été introduit par André Weil. La construction générale de groupes algébriques adéliques par Ono (1957) suit la théorie des groupes algébriques fondée par Armand Borel et Harish-Chandra.

## Idèles
Un exemple important est celui du groupe des idèles (le groupe des éléments idéaux) {\displaystyle I(\mathbb {K} )} lorsque {\displaystyle G=GL_{1}}. Ici l'ensemble des idèles correspond aux adèles inversibles; mais la topologie sur le groupe des idèles n'est pas leur topologie en tant que sous ensemble des adèles. Plutôt, en considérant que {\displaystyle GL_{1}} est inclus dans l'espace affine de dimension 2 en tant qu'une "hyperbole" définie paramétriquement par 
{\displaystyle \{(t,t^{-1})\},}
la topologie correctement assignée au groupe des idèles est celle induite par l'inclusion dans {\displaystyle A^{2}}; en composant par une projection, il suit que les idèles possèdent une topologie plus fine que celle de topologie induite par {\displaystyle A}.
Dans {\displaystyle A^{N}}, le produit {\displaystyle K^{N}} est un sous-groupe discret, ceci signifie que {\displaystyle G(K)} est un sous-groupe discret de {\displaystyle G(A)}. Dans le cas du groupe des idèles, le groupe quotient 
{\displaystyle I(K)/K^{\times }\,}
est le groupe de classe des idèles . Il est étroitement lié (bien que plus grand) au groupe des classes d'idéaux. Le groupe de classe des idèles n’est pas lui-même compact ; il faut en premier lieu remplacer les idèles par des idèles de norme 1, l'image de ceux dans le groupe de classe des idèles est alors un groupe compact (la preuve de cela est essentiellement équivalente à celle de la finitude des classes de nombre).
L'étude de la cohomologie galoisienne des groupes de classes des idèles est centrale en matière de théorie des corps de classes. Les caractères du groupe de classe des idèles, désormais appelé caractère de Hecke ou Größencharacters, donne naissance aux classes les plus fondamentales de L-fonctions. 

## Numéros Tamagawa
Pour G quelconque, le nombre de Tamagawa est défini (ou indirectement calculé) comme la mesure de
G ( A ) / G ( K ).
L'observation de Tsuneo Tamagawa était qu'à partir d'une forme différentielle ω invariante sur G, définie sur K, la mesure employée était bien définie : si ω pouvait être remplacé par c ω avec c un élément non nul de K, la formule du produit des valuations dans K se traduit par l'indépendance par rapport à c de la mesure du quotient, pour la mesure du produit construite à partir de ω sur chaque facteur effectif. Le calcul des nombres de Tamagawa pour des groupes semi-simples contient des parties importantes de la théorie classique des formes quadratiques.

## Voir également
- Anneau adélique